# Liste der denkmalgeschützten Objekte in Waldkirchen am Wesen
Die Liste der denkmalgeschützten Objekte in Waldkirchen am Wesen enthält die denkmalgeschützten, unbeweglichen Objekte der Gemeinde Waldkirchen am Wesen im Bezirk Schärding (Oberösterreich).

## Denkmäler
| Foto |                 | Denkmal                                                                      | Standort                                 | Beschreibung | Metadaten |
| ---- | --------------- | ---------------------------------------------------------------------------- | ---------------------------------------- | --- | --- |
| ja   | Datei hochladen | Burgruine Oberwesen HERIS-ID: 74374 Objekt-ID: 87776seit 2013                | Graben 11 Standort KG: Wesenufer         | Die Burg wurde wahrscheinlich im 12. Jahrhundert erbaut und verfiel nach 1540. Erhalten sind noch Torhaus, Reste des Palas, die Mauern um den Burghof sowie der mit einer steinernen Brücke überspannte Graben. | BDA-Hist.: Q1015582 Status: Bescheid Stand der BDA-Liste: 2025-06-30 Name: Anlage Burgruine Oberwesen GstNr.: 934, 944/4, 932/1, 1385/3 Burgruine Wesen                                 |
| ja   | Datei hochladen | Schloss Niederwesen, ehem. Brauerei HERIS-ID: 74376 Objekt-ID: 87778         | Wesenufer 1 Standort KG: Wesenufer       | Das Haupthaus stammt aus dem 16. Jahrhundert, wobei Teile einer spätmittelalterlichen Anlage verwendet wurden. Im späten 16. und frühen 17. Jahrhundert wurde die Anlage wesentlich erweitert. Bereits im 16. Jahrhundert wurde sie als Taverne genutzt, seit dem 17. Jahrhundert als Brauerei. Nach einem Brand 1892 wurde die Anlage zu einem Wirtschaftsunternehmen ausgebaut und 1916 an den Linzer Brauer Josef Niklas verkauft. Ab 1938 führte die Brauerei Baumgartner das Unternehmen; die Bierproduktion wurde 1975 eingestellt. 2006 bis 2008 wurde der Komplex, der inzwischen dem Verein Pro mente Oberösterreich gehört, zu einem Seminarhotel adaptiert. | BDA-Hist.: Q2242701 Status: Bescheid Stand der BDA-Liste: 2025-06-30 Name: Ehem. Schloss Niederwesen, ehem. Brauerei GstNr.: .44/3 Niederwesen Castle                                   |
| ja   | Datei hochladen | Pfarrhof HERIS-ID: 74375 Objekt-ID: 87777                                    | Wesenufer 16 Standort KG: Wesenufer      | Der Bau eines eigenen Pfarrhauses in Wesenufer wurde 1899 vollendet und durch Bischof Franz Maria Doppelbauer eingeweiht. | BDA-Hist.: Q38134475 Status: § 2a Stand der BDA-Liste: 2025-06-30 Name: Pfarrhof GstNr.: .25                                                                                            |
| ja   | Datei hochladen | Kath. Pfarrkirche hl. Wolfgang und Friedhof HERIS-ID: 52709 Objekt-ID: 60202 | Wesenufer 16, bei Standort KG: Wesenufer | 1325 wird erstmals urkundlich eine dem hl. Wolfgang geweihte Kapelle genannt. 1721 wurde die Kirche vergrößert. Die Kirche ist seitdem einschiffig, unter Verwendung gotischer Mauern, barock eingewölbt (Stichkappentonnengewölbe). An der Südseite wurden ein Ölberg und die Sakristei angebaut. An der Südseite des Chores befindet sich ein Oratorium. | BDA-Hist.: Q17325687 Status: § 2a Stand der BDA-Liste: 2025-06-30 Name: Kath. Pfarrkirche hl. Wolfgang und Friedhof GstNr.: .24, 249/2 Pfarrkirche hl. Wolfgang, Wesenufer              |
| ja   | Datei hochladen | Kath. Pfarrkirche hl. Nikolaus und Kirchhof HERIS-ID: 52665 Objekt-ID: 60115 | Waldkirchen Standort KG: Wesenufer       | Im Gebiet der Herren von Wesen wurde 1282 eine Kirche erwähnt. Die erstmalige urkundliche Nennung der „Pfarr gen Wesen“ war 1325. Unter den Albrechtsheimern wurde 1452 die Pfarre Waldkirchen genannt und die Kirche 1471 als ein „würdiges Gotteshaus“ bezeichnet. 1906 wurden die Abschlussarbeiten zur Verlängerung der Pfarrkirche beendet. Dabei wurde auch ein massiver Turm von 40 Meter Höhe errichtet. 1994 kamen umfangreiche Renovierungsarbeiten zu einem Abschluss. | BDA-Hist.: Q26776974 Status: § 2a Stand der BDA-Liste: 2025-06-30 Name: Kath. Pfarrkirche hl. Nikolaus und Kirchhof GstNr.: .57/1, 600/2 Pfarrkirche hl. Nikolaus, Waldkirchen am Wesen |